# 日進村
日進村（にっしんむら）は、かつて埼玉県北足立郡に存在した村。現在のさいたま市西区・北区の各一部にあたる。

## 地理
旧村域は、現在のさいたま市北区の南西部（大成・大成町・上加・櫛引町・西谷・日進町・東大成町の各全域）、西区の北東部（上内野・西内野・宮前町の各全域）、および大宮区の北西部（大成町・櫛引町の各全域と、桜木町および三橋の各一部）に相当する。この地域には、現在川越線日進駅やニューシャトル鉄道博物館（大成）駅がある。おおむね大宮台地上に位置する。
日進村を構成していた旧村に由来する大字は、いずれも残存している。1950年代以降に行われた町名地番整理により、大成町・櫛引町・日進町などの町名が成立した。

## 歴史
- 1871年（明治4年）11月14日（旧暦） - 浦和県・忍県・岩槻県の3県が合併して埼玉県が誕生。
- 1879年（明治12年）3月17日 - 足立郡の区域をもって行政区画としての北足立郡が発足。郡役所は浦和宿に設置。
- 1889年（明治22年）4月1日 - 町村制の施行に伴い大成村、上内野村、上加村、櫛引村、西内野村、下加村、西谷村の区域をもって日進村が成立[2]。新村名を決めるにあたって各村が対立し、紆余曲折を経て最終的に村が連合して建てた「日進学校」[3]（現・さいたま市立日進小学校）の校名を村名とした。
- 1940年（昭和15年）
  - 7月22日 - 日本国有鉄道（国鉄）川越線が開業、村内に日進駅が開設される[4]。
  - 11月3日 - 北足立郡大宮町、大砂土村、三橋村、宮原村と新設合併し、大宮市が発足[5]。同日日進村廃止。同村の大字は大宮市へ継承された。